# The Man for A' That
The Man for A' That è un cortometraggio muto del 1914. Il nome del regista non viene riportato.

## Trama
Willard, un uomo molto ricco, si rende conto della fatuità del suo mondo ozioso e torna a lavorare insieme ai poveri.

## Produzione
Il film fu prodotto dalla Essanay Film Manufacturing Company.

## Distribuzione
Distribuito dalla General Film Company, il film - un cortometraggio di due bobine - uscì nelle sale cinematografiche USA il 24 aprile 1914.